# إمنيتن (بني عكي)
إمنيتن هو دُوَّار يقع بجماعة إجرماواس، إقليم الدريوش، جهة الشرق في المملكة المغربية. ينتمي الدوّار لمشيخة بني عكي التي تضم 16 دوار. يقدر عدد سكانه بـ 131 نسمة حسب الإحصاء الرسمي للسكان والسكنى لسنة 2004.

## روابط خارجية
- البوابة الوطنية للجماعات الترابية
- المندوبية السامية للتخطيط